# Márk Orosz
Márk Orosz (Kecskemét, 24 ottobre 1989) è un ex calciatore ungherese, di ruolo centrocampista.

## Caratteristiche tecniche
Gioca da esterno di centrocampo.

## Carriera
Dopo aver giocato in patria nelle giovanili del Kecskemét e del Ferencváros nel 2007 si trasferisce in Italia al Crotone, formazione di Serie C1, con cui nella stagione 2007-2008 gioca nel Campionato Primavera. Nella stagione 2008-2009 viene invece aggregato alla prima squadra calabrese, con cui gioca 8 partite nel campionato di Lega Pro Prima Divisione, al termine del quale il Crotone viene promosso in Serie B. A fine stagione viene ceduto all'Arezzo, società a sua volta militante in Prima Divisione, con cui inizia la stagione 2009-2010: resta in squadra fino al gennaio del 2010 quando, dopo aver giocato una sola partita in campionato, viene ceduto in prestito al Catanzaro, club di Lega Pro Seconda Divisione. Orosz termina quindi la stagione in quarta serie, giocandovi in tutto 7 partite. Terminato il prestito, l'Arezzo lo cede ai campani della Cavese, con i quali l'ungherese nella stagione 2010-2011 gioca 5 partite senza mai segnare nel campionato di Prima Divisione.
Nel 2011 dopo quattro anni in Italia torna in Ungheria, allo Szegedi Honvéd, squadra di seconda divisione, con cui nella stagione 2011-2012 mette a segno 15 reti in 22 partite di campionato. A fine stagione viene tesserato dal Ferencváros, in massima serie; nella stagione 2012-2013 riesce pertanto ad esordire nella prima divisione ungherese, concludendo il campionato con un gol in 20 presenze; nel corso della stagione gioca anche una partita in Coppa d'Ungheria e vince la Coppa di Lega ungherese. Per la stagione successiva viene ceduto in prestito al Lombard Pápa, altro club della massima divisione ungherese, con il quale segna una rete in 3 presenze in Coppa d'Ungheria e 3 reti in 20 presenze in campionato. Al termine della stagione fa ritorno per fine prestito al Ferencvaros, che nel corso dell'estate del 2014 lo cede a titolo definitivo al Dunaújváros, squadra di seconda divisione, con cui Orosz nella stagione 2014-2015 gioca 25 partite e segna 2 reti. Nella stagione 2015-2016 dopo aver giocato altre 5 partite cambia maglia: a febbraio del 2016 passa infatti al Mezőkövesd-Zsóry, con cui disputa 9 incontri conquistando la promozione in massima serie, categoria che, essendo stato riconfermato in rosa, disputa anche durante la stagione 2016-2017.

## Palmarès

### Club

#### Competizioni nazionali
- Coppa di Lega ungherese: 1

Ferencvaros: 2012-2013